# Municipio de Troy (condado de Wood)
El municipio de Troy (en inglés: Troy Township) es un municipio ubicado en el condado de Wood en el estado estadounidense de Ohio. En el año 2010 tenía una población de 3870 habitantes y una densidad poblacional de 50,13 personas por km².

## Geografía
El municipio de Troy se encuentra ubicado en las coordenadas 41°28′38″N 83°27′37″O / 41.47722, -83.46028. Según la Oficina del Censo de los Estados Unidos, el municipio tiene una superficie total de 77.2 km², de la cual 77,06 km² corresponden a tierra firme y (0,19 %) 0,15 km² es agua.

## Demografía
Según el censo de 2010, había 3870 personas residiendo en el municipio de Troy. La densidad de población era de 50,13 hab./km². De los 3870 habitantes, el municipio de Troy estaba compuesto por el 96,64 % blancos, el 0,47 % eran afroamericanos, el 0,08 % eran amerindios, el 0,54 % eran asiáticos, el 0,78 % eran de otras razas y el 1,5 % eran de una mezcla de razas. Del total de la población el 2,58 % eran hispanos o latinos de cualquier raza.